# Italia Viva
Italia Viva (IV), formalmente Associazione Italia Viva, è un partito politico italiano di centro fondato il 18 settembre 2019 e guidato da Matteo Renzi.

## Storia

### Preludio
Le speculazioni che Matteo Renzi abbandonasse il Partito Democratico (PD) per fondare un nuovo partito risalgono al 2012, soprattutto quando alle elezioni primarie di "Italia. Bene Comune" quest'ultimo venne sconfitto al ballottaggio dal segretario del PD Pier Luigi Bersani, ma vennero accantonate quando Renzi divenne egli stesso segretario e poco dopo Presidente del Consiglio.
Dopo la sconfitta del PD alle elezioni politiche del 2018, nelle quali toccarono il risultato più basso di sempre (18,81% alla Camera e 19,14% al Senato), che costrinse Renzi alle dimissioni da segretario, le voci di una sua eventuale scissione si fecero più forti che mai, nonostante lo stesso interessato avesse smentito.
A marzo 2019 Nicola Zingaretti, esponente di spicco dell'ala socialdemocratica del PD, viene eletto segretario del partito vincendo le primarie con una netta maggioranza contro Maurizio Martina e Roberto Giachetti, entrambi sostenuti in ordine sparso dai renziani (sostenitori di Matteo Renzi); Zingaretti ha concentrato la sua campagna elettorale su un chiaro abbandono e contrasto ai modi di fare e le politiche liberali e centriste di Renzi (al contrario di Martina e soprattutto di Giachetti) e, secondo gli esperti, la sua vittoria ha aperto una strada ad un grande cambiamento nel carattere del PD.

### Nascita e formazione del partito

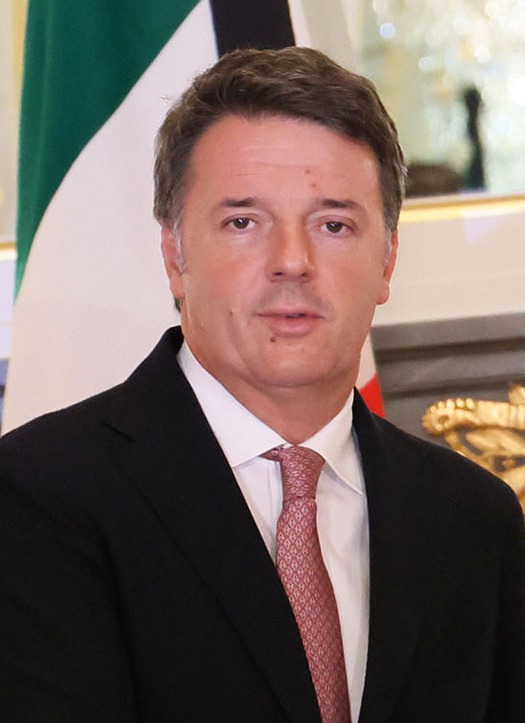
Matteo Renzi, fondatore e leader del partito.

Il 16 settembre 2019, pochi giorni dopo la formazione del governo Conte II, Renzi, in un'intervista a Repubblica, annuncia la sua uscita dal PD. Lo stesso giorno, intervistato da Bruno Vespa nel corso del programma Porta a Porta, annuncia che il suo nuovo partito si chiamerà Italia Viva. Inoltre, Il Foglio ha rivelato che i siti internet italiaviva.eu e italiaviva.org sono stati creati il precedente 9 agosto, lasciando intendere che la scissione fosse stata preparata in anticipo.
Nei giorni successivi vengono formati i gruppi parlamentari alla Camera dei deputati, composto da 26 membri, e al Senato della Repubblica, congiunto insieme al Partito Socialista Italiano composto da 14 membri oltre a Riccardo Nencini del PSI, tra gli aderenti al nuovo partito, quasi tutti provenienti dal PD, figurano Roberto Giachetti, Maria Elena Boschi, Davide Faraone e Gennaro Migliore; Renzi ha inoltre confermato il sostegno della neonata forza politica al governo Conte II, all'interno del quale Italia Viva esprime le ministre Teresa Bellanova, che è anche capodelegazione al governo, ed Elena Bonetti e dal sottosegretario agli esteri Ivan Scalfarotto.
Il 18 settembre aderisce la senatrice di Forza Italia Donatella Conzatti, dopo che il 10 settembre, in occasione del voto di fiducia al nuovo esecutivo, aveva votato in dissenso rispetto al suo gruppo parlamentare, mentre il 25 settembre la senatrice Gelsomina Vono lascia il Movimento 5 Stelle e annuncia l'adesione a Italia Viva. Il 5 ottobre la senatrice Annamaria Parente esce dal PD e fa il suo ingresso in Italia Viva; il 5 ottobre Massimo Bertoni, sindaco di Vezzano Ligure, è il primo sindaco ad aver aderito alla nuova formazione politica. Il 17 ottobre il deputato Catello Vitiello, eletto col M5S ma espulso prima delle elezioni per via dell'appartenenza alla massoneria, aderisce a Italia Viva. Il 20 ottobre l'europarlamentare del PD Nicola Danti, subentrato il 5 settembre a Roberto Gualtieri nominato ministro dell'economia e delle finanze nel governo Conte II, lascia il partito e aderisce a Italia Viva. Il 25 ottobre aderisce a IV la deputata Giuseppina Occhionero, eletta nelle file di Liberi e Uguali, mentre il 12 dicembre lo fa il deputato Davide Bendinelli, forzista ed ex coordinatore regionale di Forza Italia in Veneto.
Nonostante Italia Viva sostenesse il governo Conte II assieme al Movimento 5 Stelle, la linea del partito circa l'alleanza col partito guidato allora da Luigi Di Maio era quella di mantenere un’alleanza pro tempore, ovvero destinata solo a sostenere il suddetto esecutivo e non a diventare un'alleanza politico-elettorale sistemica.
All'interno del governo, nei primi mesi di attività, hanno avanzato proposte sullo sblocco dei cantieri (Piano Italia Shock), la riforma dell'IRPEF, il mantenimento della prescrizione (comportando uno scontro nella maggioranza, in particolare con il ministro della giustizia Alfonso Bonafede) e il sostegno alle famiglie (pacchetto "Family Act" della ministra Bonetti).
Alle elezioni regionali in Umbria del 2019 il partito, pur sostenendo il candidato della coalizione tra centro-sinistra e i 5 Stelle Vincenzo Bianconi, ha deciso di non presentarsi con una propria lista.
Il 1º febbraio 2020, a seguito del ritiro degli europarlamentari britannici dopo la Brexit, si insedia come europarlamentare per la Francia Sandro Gozi, ex deputato italiano del PD e sottosegretario di Stato nei governi Renzi e Gentiloni aderente ad Italia Viva, eletto all'interno della lista liberale ed europeista Renaissance, sostenuta da La République En Marche - partito politico guidato dal Presidente francese Emmanuel Macron - e MoDem. Gozi afferisce al gruppo Renew Europe e risulta l'unico europarlamentare di nazionalità diversa da quella del Paese in cui è stato eletto.
Il 12 febbraio l'europarlamentare di Italia Viva Nicola Danti lascia l'Alleanza Progressista dei Socialisti e dei Democratici, gruppo a cui afferiscono gli europarlamentari del PD, e passa a Renew Europe.
Il 18 febbraio la deputata Michela Rostan abbandona il gruppo Liberi e Uguali e aderisce a Italia Viva; nella stessa data, al Senato, aderisce al gruppo il senatore Tommaso Cerno, proveniente dal Partito Democratico, il quale però dopo pochi giorni cambia idea e si iscrive al gruppo misto.

### Elezioni suppletive e regionali del 2020
Alle elezioni regionali di febbraio in Emilia-Romagna e in Calabria Italia Viva non ha presentato una propria lista in nessuna delle due regioni, ma in Emilia-Romagna ha sostenuto il candidato della coalizione di centro-sinistra Stefano Bonaccini all'interno della lista civica Bonaccini Presidente.
Alle elezioni politiche suppletive del 2020 Italia Viva ha sostenuto le liste del centro-sinistra nei collegi uninominali Lazio 1 - 01 della Camera e Campania - 07 del Senato, mentre non si è schierata in Umbria - 02 del Senato e Veneto - 09 del Senato; in Sardegna - 03 del Senato ha sostenuto una lista indipendente.
Alle elezioni regionali di settembre in Campania, in Liguria, nelle Marche, in Puglia, in Toscana, in Valle d'Aosta e in Veneto Italia Viva ha presentato un proprio candidato autonomo in Liguria (Aristide Massardo assieme a PSI e +Europa), in Puglia (Ivan Scalfarotto in alleanza con Azione e +Europa) e in Veneto (Daniela Sbrollini con il sostegno di Civica per il Veneto, PSI e PRI). Inoltre, il partito ha deciso di sostenere con proprie liste i candidati presidenti del centro-sinistra in Campania (Vincenzo De Luca, assieme a PSI e DemoS), nelle Marche (Maurizio Mangialardi, con la lista Civici Marche) e in Toscana (Eugenio Giani, assieme a +Europa). In Valle d'Aosta, infine, ove non è prevista l'elezione diretta del presidente di regione, Italia Viva si presenta appaiata a Union Valdôtaine Progressiste e in lista con Stella Alpina.
Italia Viva ha ottenuto complessivamente circa il 3,1% (7,4% in Campania, 2,4% in Liguria, 3,1% nelle Marche, 1,1% in Puglia, 4,5% in Toscana, 8,9% in Valle d'Aosta, 0,6% in Veneto).

### Caduta del governo Conte II e partecipazione al governo Draghi
Dopo settimane di tensioni nella maggioranza, il 13 gennaio 2021 Matteo Renzi annuncia le dimissioni degli esponenti di Italia Viva nel governo Conte II, aprendo così la crisi di governo, ma in occasione del voto di fiducia alla Camera del 19 gennaio e al Senato del 20 gennaio i parlamentari di IV si astengono, con l'eccezione dei deputati Vito De Filippo e Michela Rostan, che votarono la fiducia al governo e successivamente passarono rispettivamente al PD (18 gennaio) e al gruppo misto (2 febbraio).
Durante le consultazioni condotte dal Presidente del Consiglio incaricato Mario Draghi, il partito manifesta la volontà di appoggiare il nascente esecutivo. Italia Viva è così entrata nel governo Draghi, in carica dal 13 febbraio, al cui interno Elena Bonetti ha nuovamente assunto la carica di ministra per le pari opportunità e la famiglia. Il 24 febbraio vengono nominati i sottosegretari del nuovo governo, in carica dal 1º marzo, tra cui Teresa Bellanova come viceministro delle infrastrutture e della mobilità sostenibili e Ivan Scalfarotto come sottosegretario all'interno.
Il 21 marzo 2021 il senatore Eugenio Comincini annuncia il suo ritorno nel Partito Democratico, spiegando di non condividere l'allontanamento di Italia Viva dall'area di centro-sinistra, affermando: "Italia Viva oggi appare sospesa, non decisa su aspetti sui quali per me non può esserci confusione".
A seguito della proposta lanciata da Matteo Renzi nell'assemblea nazionale di Italia Viva, dal 21 marzo al 21 giugno si tiene la Primavera delle Idee, un periodo di confronti ed eventi tematici.
Il 19 aprile Patrizia Baffi, consigliera regionale della Lombardia, lascia Italia Viva e passa a Fratelli d'Italia di Giorgia Meloni, mentre il 23 settembre anche il deputato Francesco Scoma lascia il partito per approdare nella Lega per Salvini Premier.
A fine ottobre 2021 Italia Viva raggiunge un accordo politico con Sicilia Futura e Forza Italia per presentare liste comuni in vista delle elezioni amministrative a Palermo e delle regionali in Sicilia del 2022.
Il 4 dicembre, dopo mesi di retroscena e smentite, il senatore Leonardo Grimani abbandona Italia Viva, con un messaggio inviato nelle chat territoriali del partito, perché, a suo dire, il partito avrebbe "perso la spinta riformista", e s'iscrive al gruppo Misto del Senato. Il successivo 10 dicembre Italia Viva aderisce al Partito Democratico Europeo (a cui erano già iscritti, a titolo personale, gli europarlamentari del partito Nicola Danti e Sandro Gozi).
Il 19 gennaio 2022 aderisce al partito la senatrice ex-M5S Elvira Evangelista. Due giorni dopo, alla vigilia dell'elezione del Presidente della Repubblica, la senatrice Silvia Vono abbandona Italia Viva e aderisce a Forza Italia, criticando l'atteggiamento del partito tenuto per le elezioni regionali in Calabria dell'ottobre precedente e per l'imminente elezione del Capo dello Stato.
In vista dei referendum abrogativi del 2022, promossi dalla Lega per Salvini Premier e dal Partito Radicale, IV si schiera per il "Sì" a tutti e cinque i quesiti e sostiene la relativa campagna elettorale.
Alle elezioni amministrative del 2022 a Genova Italia Viva decide di appoggiare la ricandidatura del sindaco di centro-destra Marco Bucci all'interno di una lista civica, decisione che gran parte di eletti e militanti del partito non vede affatto di buon occhio, tanto che Isabella Conti, sindaca di San Lazzaro di Savena e candidata alle primarie del centro-sinistra per la scelta del candidato sindaco di Bologna, lascia il partito; mentre a Rieti appoggia il coordinatore provinciale di Fratelli d'Italia Daniele Sinibaldi, nella lista "Rieti al centro" assieme a Cambiamo! di Giovanni Toti e Coraggio Italia di Luigi Brugnaro.
Il 22 luglio aderiscono al partito l’ex-M5S Maria Soave Alemanno e l’ex-leghista Francesco Zicchieri.

### Il Terzo Polo con Azione

#### Elezioni politiche e regionali in Sicilia del 2022
In vista delle elezioni politiche anticipate del 2022 Italia Viva, dopo il mancato ingresso nella coalizione di centro-sinistra, si unisce alla Lista Civica Nazionale (promossa da Federico Pizzarotti di Italia in Comune e Piercamillo Falasca di L'Italia c'è) e dal Partito Repubblicano Italiano. Ma l'11 agosto viene ufficializzata la presentazione di una lista elettorale unica nota informalmente come "Terzo polo" in seguito all'accordo con Azione, che aveva precedentemente abbandonato la coalizione di centro-sinistra a seguito dell'inclusione di Alleanza Verdi e Sinistra e Impegno Civico. Alla lista aderisce in un primo momento anche la Lista Civica Nazionale, che in seguito ritira il proprio appoggio.
Alle elezioni regionali in Sicilia del 2022 Azione - Italia Viva sostiene la candidatura di Gaetano Armao, ex forzista, vicepresidente e assessore al bilancio uscente della giunta di centro-destra Musumeci, che raccoglie il 2,08% dei voti e non eleggendo nessuno.
Alla tornata elettorale la lista ottiene a livello nazionale il 7,79% dei voti alla Camera dei deputati e il 7,73% al Senato della Repubblica, superando quindi la soglia di sbarramento (del 3%), ed eleggendo 21 deputati (12 di Azione e 9 di Italia Viva) e 9 senatori (5 di Italia Viva e 4 di Azione). Con l'inizio della nuova legislatura la lista costituisce gruppi parlamentari paritetici in entrambe le camere.

#### Federazione con Azione
Dopo le elezioni politiche il partito conferma l'alleanza strutturale con Azione, e l'8 dicembre 2022 il leader di Italia Viva Renzi e il segretario di Azione Carlo Calenda firmano ufficialmente la nascita della federazione tra i due partiti, in vista della confluenza in un nuovo partito politico.
Il 23 dicembre Renzi, dopo che l’assemblea del partito ha proposto alcune modifiche «statutarie», diventa presidente di Italia Viva al posto di Teresa Bellanova ed Ettore Rosato.
Alle elezioni regionali del 2023 in Lombardia, nel Lazio e in Friuli Venezia Giulia la federazione Azione - Italia Viva appoggia rispettivamente Letizia Moratti, raccogliendo il 4,25% dei voti e tre eletti (di cui due, Lisa Noja e Giuseppe Licata, di Italia Viva), l'assessore uscente Alessio D'Amato del Partito Democratico, ottenendo il 4,9% dei voti e due consiglieri (Marietta Tidei e Luciano Nobili di Italia Viva), e Alessandro Maran che, nonostante l'appoggio di +Europa, raccoglie il 2,7% non ottenendo nessun eletto.
Il 14 aprile 2023 Giuseppe Cucca, assieme a quattordici colleghi, lasciano Italia Viva e aderiscono ad Azione, stessa cosa fanno pochi giorni dopo l'ex senatrice Elvira Evangelista e il consigliere regionale della Sardegna Francesco Stara. Mentre il 26 dello stesso mese, in un’intervista a Repubblica, il senatore Enrico Borghi annuncia l'abbandono del PD, non condividendo la linea intrapresa dalla nuova segretaria Elly Schlein, e il relativo passaggio ad Italia Viva, venendo successivamente nominato capogruppo al Senato.

#### Fine del progetto
Ad aprile 2023, quattro mesi dopo la nascita della federazione tra Azione e Italia Viva e a seguito dei risultati ritenuti deludenti alle elezioni regionali in Lombardia, Lazio e Friuli-Venezia Giulia, Calenda rinuncia all'idea del partito unico, lamentando l'impossibilità di giungere a un accordo per fondere i due soggetti.
A maggio dello stesso anno la deputata Naike Gruppioni e la consigliera regionale dell'Emilia-Romagna Giulia Pigoni abbandonano Azione per aderire ad Italia Viva. A novembre i gruppi parlamentari alla Camera e al Senato di Azione e Italia Viva si separano, ponendo definitivamente fine alla collaborazione tra i due partiti.

### Il primo congresso
Il 10 giugno 2023, durante la nona assemblea nazionale del partito, viene annunciata la fase congressuale, che vedrà eletti democraticamente tutti i rappresentanti di partito, partendo dal livello comunale fino a quello nazionale. Viene nominata, fino al 15 ottobre, Raffaella Paita come coordinatrice nazionale, che avrà il compito (insieme a una commissione) di gestire la fase congressuale. La nomina viene criticata dai deputati Luigi Marattin e Elena Bonetti poiché avvenuta "senza discussione né informazione preventiva".
Alle elezioni regionali in Molise del 2023 Italia Viva appoggia la lista "Unione di Centro – Democrazia Cristiana – Noi di Centro" a sostegno del candidato della coalizione di centro-destra Francesco Roberti.
Tra settembre e ottobre 2023 abbandonano Italia Viva i deputati Elena Bonetti, ex ministro per le pari opportunità e la famiglia nei governi Conte II e Draghi, ed Ettore Rosato, ex co-presidente del partito, entrambi membri sin dalla fondazione. Il 20 settembre 2023 aderisce al partito la deputata di Azione Isabella De Monte e l'ex parlamentare PD Rosa Maria Di Giorgi, mentre il 5 ottobre entra la senatrice Dafne Musolino, lasciando Sud chiama Nord di Cateno De Luca con il quale si apre un duro scontro verbale.
Il 15 ottobre 2023 Matteo Renzi, unico candidato dal 18 settembre, viene confermato alla presidenza del partito in occasione del primo congresso nazionale; contestualmente vengono eletti anche i presidenti dei coordinamenti territoriali regionali, provinciali, delle città metropolitane e dell'estero, di cui circa il 77% c’è solo un candidato alla carica di presidente.

### Elezioni europee del 2024
In vista delle elezioni europee del 2024 il presidente del partito Renzi lancia la lista elettorale "Il Centro", con l'obiettivo di riunire tutte le forze centriste, riformiste ed europeiste come alternativa al populismo e al sovranismo. Inoltre stringe un accordo con il movimento noi Di Centro di Clemente Mastella.
Alle elezioni regionali in Sardegna del 2024 Italia Viva sostiene la candidatura dell'ex presidente della Regione Renato Soru, che raccoglie l'8,65% dei voti, non sufficienti a raggiungere la soglia di sbarramento del 10% per eleggere dei consiglieri regionali, mentre alle regionali in Abruzzo IV presenta assieme al PSI e +Europa la lista "D'Amico Presidente - Riformisti e civici" a sostegno del candidato del centro-sinistra Luciano D'Amico, ottenendo il 2,81% e non eleggendo alcun consigliere. Alle regionali in Basilicata, su iniziativa dei dirigenti locali, Italia Viva sostiene la lista civica Orgoglio Lucano nella mozione del presidente uscente di centro-destra Vito Bardi, eleggendo il consigliere regionale uscente Mario Polese.
Nelle stesse settimane il partito abbandona l'idea della lista Il Centro per favorirne un'altra, denominata "Stati Uniti d'Europa" insieme a +Europa, i Radicali italiani, il PSI, L’Italia C’è e i Liberali Democratici Europei (LibDem), la quale viene presentata ufficialmente il 20 aprile. Alla tornata elettorale la lista ottiene il 3,77% dei voti, non riuscendo a superare la soglia di sbarramento del 4% necessaria per eleggere europarlamentari. Alle elezioni regionali in Piemonte del 2024 Italia Viva si presenta nella medesima lista, a sostegno della candidata presidente del centro-sinistra Gianna Pentenero, riuscendo ad eleggere Vittoria Nallo come consigliera regionale. Alle elezioni amministrative del 2024 IV candida Stefania Saccardi, vicepresidente della Regione Toscana, a sindaco di Firenze, sostenuta dalla lista Al Centro con Saccardi (di cui fa parte PSI e LibDem), raccogliendo il 7,29% dei voti e rimanendo esclusa dal ballottaggio, che viene vinto dalla candidata del centro-sinistra Sara Funaro.
Il 10 giugno 2024, subito dopo le elezioni europee, l'ex senatore Ernesto Magorno annuncia di lasciare il partito.

### Dopo le europee
Dopo la sconfitta alle elezioni europee, Renzi apre all'idea di voler far parte della coalizione di centro-sinistra con PD, Movimento 5 Stelle e Alleanza Verdi e Sinistra per costruire un «centro che guarda a sinistra, per dirla con De Gasperi».
Il 9 settembre il deputato Luigi Marattin, insieme ad altri dirigenti locali, lascia Italia Viva, non condividendo la scelta del partito di voler far parte della coalizione di centro-sinistra, e fonda l’associazione Orizzonti Liberali a sostegno della cosiddetta agenda Draghi. Il successivo 30 settembre anche Isabella De Monte lascia Italia Viva, non condividendo l’apertura al centro-sinistra, per passare a Forza Italia.
Alle elezioni regionali in Liguria del 2024 Italia Viva, che inizialmente aveva aderito alla lista Riformisti Uniti per la Liguria a sostegno del candidato di centro-sinistra Andrea Orlando, rinuncia a partecipare, dando libertà di voto ai propri elettori seppur alcuni dei suoi ex esponenti si candidano nelle liste civiche a sostegno del candidato di centro-destra Marco Bucci. Alle elezioni regionali in Emilia-Romagna e Umbria sostiene rispettivamente i candidati del centro sinistra Michele De Pascale e Stefania Proietti, candidando dei propri esponenti nelle rispettive liste civiche Civici, con De Pascale Presidente e Civici Umbri, non riuscendo ad eleggere alcun consigliere.
Il 7 novembre 2024 il consigliere regionale della Lombardia Giuseppe Licata, nonché coordinatore provinciale del partito, abbandona IV, mentre il successivo 1º dicembre la presidente regionale in Calabria Nunzia Paese si dimette dall'incarico e decide di lasciare anche il partito per divergenze sulle "modalità per mantenere, consolidare e acquisire il consenso sul territorio".
Il 3 marzo 2025 Renzi nomina Davide Faraone ed Enrico Borghi come vicepresidenti del partito, venendo sostituiti nei ruoli di capogruppo di Camera e Senato rispettivamente da Maria Elena Boschi e Raffaella Paita.
In vista dei referendum abrogativi del 2025, il partito si schiera per il "No" nel primo e terzo quesito e "No" con libertà di voto nel secondo e quarto quesito relativi sul lavoro, mentre nel quinto sulla cittadinanza si schiera per il "Sì". A giugno 2025 Naike Gruppioni lascia Italia Viva per passare a Fratelli d'Italia.

## Ideologie e posizioni
I propri riferimenti ideali sono ravvisabili nei moderni concetti della Terza via, nel solco delle esperienze riformatrici di J.F. Kennedy, Bill Clinton, Tony Blair e Barack Obama, e nelle tesi sul liberalismo. In politica estera hanno posizioni europeiste e atlantiste.
Renzi ha descritto il suo partito come una "casa giovane, innovativa e femminista, dove vengono lanciate nuove idee per l'Italia e l'Europa"; partito che si dichiara anche riformista e in forte opposizione al nazionalismo, al populismo e al sovranismo.

### Carta dei valori
In occasione della Leopolda del 2019 è stata presentata la carta dei valori del partito. Tra i punti principali inseriti nel documento guida troviamo:
- il puntuale riferimento alla Costituzione repubblicana e antifascista, alla Carta dei diritti fondamentali dell'Unione europea e alla Dichiarazione universale dei diritti umani
- l'impegno per una formazione permanente, considerata strumento indispensabile di mobilità sociale[172]
- la riaffermazione del principio della parità di genere
- la centralità delle politiche occupazionali, sia per il settore pubblico sia privato[173]
- la necessità di rilanciare una convinta globalizzazione, stigmatizzando ogni forma di protezionismo
- il contrasto a ogni forma di criminalità, degrado, mafia e terrorismo[174]
- un'integrazione politica ed economica europea maggiormente incisiva: elezione diretta del Presidente della Commissione europea, liste transnazionali[175][176]
- l'opposizione al nazionalismo, al populismo e al sovranismo[168][169][170][171][177][178][179]

### Collocazione europea
Italia Viva, tramite l'adesione a titolo personale dell'europarlamentare Nicola Danti al Partito Democratico Europeo (PDE), aderisce al gruppo parlamentare europeo Renew Europe, nato a luglio 2019 per iniziativa dell'ALDE e del PDE con gli eletti del partito francese Renaissance di Emmanuel Macron. Il 10 dicembre 2021 Italia Viva diventa ufficialmente membro del Partito Democratico Europeo.

## Nelle istituzioni

### Camera dei deputati
| XVIII legislatura |
| ----------------- |
| 31 deputati       |

Nel gruppo Italia Viva-L'Italia C'è: Maria Soave Alemanno, Lucia Annibali, Michele Anzaldi, Davide Bendinelli, Maria Elena Boschi, Matteo Colaninno, Camillo D'Alessandro, Mauro Del Barba, Federica Dieni, Marco Di Maio, Cosimo Ferri, Flora Frate, Silvia Fregolent, Maria Chiara Gadda, Roberto Giachetti, Luigi Marattin, Nardo Marino, Gennaro Migliore, Mattia Mor, Sara Moretto, Luciano Nobili, Lisa Noja, Giuseppina Occhionero, Raffaella Paita, Ettore Rosato, Ivan Scalfarotto, Gabriele Toccafondi, Francesca Troiano, Massimo Ungaro, Catello Vitiello, Francesco Zicchieri.
| XIX legislatura |
| --------------- |
| 6 deputati      |

Nel gruppo Azione - Italia Viva - Renew Europe (fino al 20 novembre 2023), poi Italia Viva - Il Centro - Renew Europe: Maria Elena Boschi, Francesco Bonifazi, Mauro Del Barba, Davide Faraone, Maria Chiara Gadda, Roberto Giachetti.

### Senato della Repubblica
| XVIII legislatura |
| ----------------- |
| 14 senatori       |

Nel gruppo Italia Viva-PSI: Teresa Bellanova, Francesco Bonifazi, Vincenzo Carbone, Donatella Conzatti, Giuseppe Cucca, Elvira Evangelista, Davide Faraone, Laura Garavini, Nadia Ginetti, Ernesto Magorno, Mauro Maria Marino, Annamaria Parente, Matteo Renzi, Daniela Sbrollini.
| XIX legislatura |
| --------------- |
| 8 senatori      |

Nel gruppo Azione - Italia Viva - Renew Europe (fino all'8 novembre 2023), poi Italia Viva - Il Centro - Renew Europe: Enrico Borghi, Silvia Fregolent, Annamaria Furlan, Dafne Musolino, Raffaella Paita, Matteo Renzi, Daniela Sbrollini, Ivan Scalfarotto.

### Parlamento europeo
| IX legislatura |
| -------------- |
| 2 eurodeputati |

Nel gruppo Renew Europe: Nicola Danti, Sandro Gozi
| X legislatura  |
| -------------- |
| 1 eurodeputato |

Nel gruppo Renew Europe: Sandro Gozi

### Governi della Repubblica Italiana
- Governo Conte II (fino al 14 gennaio 2021)
  - Teresa Bellanova, Ministro delle politiche agricole alimentari e forestali
  - Elena Bonetti, Ministro per le pari opportunità e la famiglia
  - Ivan Scalfarotto, Sottosegretario di Stato al Ministero degli affari esteri e della cooperazione internazionale
- Governo Draghi
  - Elena Bonetti, Ministro per le pari opportunità e la famiglia
  - Teresa Bellanova, Viceministro delle infrastrutture e della mobilità sostenibili
  - Ivan Scalfarotto, Sottosegretario di Stato al Ministero dell'interno

## Struttura
I vertici del partito sono elettivi tramite congresso, convocato in via ordinaria dal presidente nazionale ogni 5 anni. Possono votare solo gli iscritti al partito, che eleggono il presidente nazionale ed i presidenti dei coordinamenti territoriali a livello di regione, provincia, comune o zona (aggregazione di più comuni). Sono eletti anche i presidenti dei coordinamenti dei paesi esteri.
Fino al dicembre 2022 lo statuto prevedeva due presidenti nazionali, nominati dal leader Matteo Renzi. Anche ai livelli territoriali erano nominati, direttamente dai presidenti nazionali, due coordinatori territoriali (coppia maschio-femmina per il principio di parità di genere).
Il responsabile della comunicazione del partito è Alessio De Giorgi.

### Organi nazionali
Leader del partito
- Matteo Renzi (18 settembre 2019 – 23 dicembre 2022)[183]

Presidente
- Teresa Bellanova & Ettore Rosato (18 settembre 2019 – 23 dicembre 2022)
- Matteo Renzi (23 dicembre 2022 – in carica[1])

Vicepresidente
- Davide Faraone & Enrico Borghi (3 marzo 2025 - in carica)

Coordinatore
- Raffaella Paita (10 giugno 2023 - in carica[111])

Portavoce
- Alessia Cappello & Ciro Buonajuto (31 gennaio 2023 – 15 ottobre 2023[184])

Tesoriere
- Francesco Bonifazi (18 settembre 2019 – in carica)[183]

Membri della squadra di governo del partito
- PNRR: Dafne Musolino
- Ambiente: Silvia Fregolent
- Esteri: Ivan Scalfarotto
- Enti locali: Armando Cesaro

### Presidenti dei gruppi parlamentari

#### Camera dei deputati
- 23 settembre 2019 – 12 ottobre 2022: Maria Elena Boschi, vice: Luigi Marattin, poi Marco Di Maio
- 18 ottobre 2022 – 20 novembre 2023: Mauro Del Barba[185]
- 20 novembre 2023 – 5 marzo 2025: Davide Faraone[186], vice: Maria Chiara Gadda[186]
- 5 marzo 2025 – in carica: Maria Elena Boschi[155], vice: Maria Chiara Gadda

#### Senato della Repubblica
- 25 settembre 2019 – 12 ottobre 2022: Davide Faraone, vice: Laura Garavini
- 18 ottobre 2022 – 19 luglio 2023: Raffaella Paita[187]
- 20 luglio 2023 – 3 marzo 2025: Enrico Borghi
- 4 marzo 2025 – in carica: Raffaella Paita[155], vice: Dafne Musolino[188]

#### Parlamento europeo
- 20 ottobre 2019 – 16 luglio 2024: Nicola Danti
- 16 luglio 2024 – in carica: Sandro Gozi[181]

## Scissioni
- 7 ottobre 2023 – Popolari Europeisti Riformatori di Elena Bonetti e Ettore Rosato (confluito in Azione nel 2024).[189][190]
- 9 settembre 2024 – Orizzonti Liberali di Luigi Marattin (confluito nel Partito Liberaldemocratico nel 2025).[191][192]

## Congressi
- I Congresso - 15 ottobre 2023.

## Assemblee nazionali
- I - ?
- II - ?
- III - Streaming, 7 novembre 2020
- IV - Streaming, 20 marzo 2021
- V - Streaming, 10 ottobre 2021
- VI - Piazza di Spagna (Roma), 26 febbraio 2022
- VII - Teatro Sala Umberto (Roma), 16 luglio 2022
- VIII "Palla al centro" - Fiera, Milano, 4 dicembre 2022
- IX "365 all'alba"- Stazione marittima (Napoli), 11 giugno 2023
- X - ?
- XI - ?
- XII "Per vincere al centro" - Roma, 28 settembre 2024
- XIII "Si può fare" - Acquario - Genova, 5 luglio 2025[senza fonte]

## Feste e convegni
A partire dal 2019 il convegno della Leopolda è diventata la convention ufficiale di Italia Viva, mentre a gennaio 2022 viene attivata la radio ufficiale del partito: "Radio Leopolda".
Dal 14 al 17 settembre 2023 si svolge la prima festa nazionale del partito nel castello di Santa Severa a Santa Marinella (Roma).

## Simbologia
Il 12 ottobre 2019 viene aperta sul sito ufficiale del partito una votazione per scegliere il logo del partito. Il logo è stato scelto attraverso una votazione sul sito del movimento politico e prevedeva la possibilità di scelta fra tre simboli. Il 19 ottobre presso la Leopolda di Firenze viene presentato il logo ufficiale.
Il logo del partito è il seguente:
- una “V” stilizzata a forma di spunta in alto a sinistra.[199]
- la scritta “Italia Viva” al centro

I colori utilizzati degradano dall'arancione al fucsia, fino ad arrivare al rosso fragola.

Simbolo ufficiale

## Risultati elettorali
| Elezione       | Elezione     | Voti                    | %                       | Seggi   |
| -------------- | ------------ | ----------------------- | ----------------------- | ------- |
| Politiche 2022 | Camera       | In Azione - Italia Viva | In Azione - Italia Viva | 9 / 400 |
| Politiche 2022 | Senato       | In Azione - Italia Viva | In Azione - Italia Viva | 5 / 200 |
| Europee 2024   | Europee 2024 | In Stati Uniti d'Europa | In Stati Uniti d'Europa | 0 / 76  |